# Fang Xin
En una onomàstica xinesa Fang es el cognom i Xin el prenom.
Fang Xin (xinès simplificat: 方新) (Pequín 1955 - ) Política xinesa. Membre del Comitè Permanent de l'Assemblea Popular Nacional de la Xina. Experta en l'àmbit de la gestió de la recerca científica. Va ser vicepresidenta de la "Third World Organization of Women in Science (TWOWS)".

## Biografia
Fang Xin va néixer el mes de gener de 1955 a Pequín.

#### Formació
De 1976 a 1980, va estudiar al Departament d'Enginyeria Mecànica de la Universitat Tecnològica de Pequín. El 1982, va rebre un màster en Enginyeria Òptica per l'Institut Tecnològic de Beijing. De 1987 a 1988, va exercir com a investigador visitant al Departament de Ciències de la Gestió de la Universitat George Washington. entre el 1991 i el 1999 va rebre diversos premis de l'Acadèmia de Ciències i del Ministeri d'Educació per a joves científics. El 1997, es va doctorar en economia tècnica per la Universitat Tsinghua de Pequín.

#### Càrrecs ocupats
Fang Xin ha desenvolupat la seva carrera política sempre relacionada amb temes científics i tecnològics. Ha dedicat especial atenció a la investigació en els camps de la innovació tecnològica, el sistema nacional d'innovació i la reforma del sistema científic i tecnològic i ha publicat més de 30 llibres i més de 80 articles, com "Enfortir la integració de la ciència i la tecnologia i l'estat de dret i promoure l'equitat social i la justícia", "Algunes reflexions sobre el desenvolupament de la investigació bàsica al meu país", "La reforma de la investigació bàsica de la Xina" entre d'altres.
- 1996 a 2000: Directora adjunta de l'Institut de Ciència i de la Gestió de la Tecnologia de l'Acadèmia Xinesa de Ciències[3] i posteriorment nomenada directora (2000-2003).
- 2002 a 2007: Delegada en el 16è Congrés Nacional del Partit Comunista de la Xina
- 2003—2008 Membre, 10è Comitè Permanent de l'APN
- 2008—2013 Membre, 11è Comitè Permanent de l'APN i membre del Comitè d'Educació, Ciència, Cultura i Salut
- 2015 a 2018: Degana de l'Escola de Política i Gestió Pública de la Universitat de l'Acadèmia Xinesa de Ciències.

En els darrers anys (2018-2022) ha participat en nombrosos Fòrums en temes com la "Governança Pública i el Desenvolupament de la Innovació", "Innovació i Propietat Intel·lectual" i "Innovació Juvenil" , entre d'altres.